# Judeus da montanha

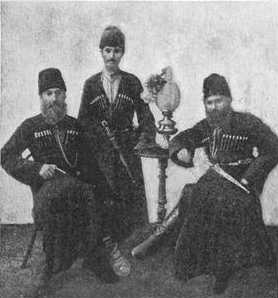
Foto de um grupo de homens de judeus da montanha

Judeus da montanha são o subgrupo de judeus mizrahim que vivem nas regiões oriental e setentrional do Cáucaso, principalmente Azerbaijão e várias repúblicas da Federação Russa (Chechênia, Inguchétia, Daguestão, Carachai-Circássia e Cabardino-Balkaria), e são descendentes de judeus persas do Irã. Os judeus da montanha tomaram forma como uma comunidade depois que o Império Cajar cedeu as áreas em que viviam ao Império Russo como parte do Tratado do Gulistão de 1813.
Os precursores da comunidade judaica das montanhas habitaram a Pérsia Antiga desde o século V a.C. A língua falada pelos judeus da montanha, chamada tat-judeu, é uma antiga língua do sudoeste iraniano que integra muitos elementos do hebraico antigo.
Acredita-se que os judeus das montanhas na Pérsia, já no século VIII a.C., continuaram a migrar para o leste, estabelecendo-se em áreas montanhosas do Cáucaso. Os judeus das montanhas sobreviveram a inúmeras vicissitudes históricas ao se estabelecerem em áreas extremamente remotas e montanhosas. Eles eram conhecidos por serem guerreiros e cavaleiros talentosos.
Os judeus das montanhas são diferentes dos judeus georgianos das montanhas do Cáucaso. Os dois grupos são culturalmente diferenciados: falam línguas diferentes e têm muitas diferenças em costumes e cultura.